# Harald Brand
Harald Brand (* 30. November 1941 in Minden; † 14. Januar 2018 in Köln) war ein deutscher Journalist.

## Werdegang
Harald Brand volontierte von 1963 bis 1965 bei der Freien Presse Bielefeld, ging 1966 zum WDR und war dort bis 1974 Reporter in der Kölner Tagesschau-Redaktion. Von 1974 bis 1977 arbeitete Brand als Redakteur im Ressort Aktuelles.
1977 wurde Harald Brand Leiter der Tagesschau-Redaktion des WDR. Nur ein Jahr später ging er nach Moskau, wo er bis 1982 als ARD-Korrespondent arbeitete. Im Anschluss war er von 1982 bis 1988 Redakteur im ARD-Studio Bonn, danach bis 1990 stellvertretender Studioleiter im Landesstudio Düsseldorf. Im Jahr 1990 übernahm Brand die Redaktionsleitung der Aktuellen Stunde.
Von 1992 bis 1998 war er Programmgruppenleiter und zuerst stellvertretender, ab 1998 dann Chefredakteur der NRW-Landesprogramme. Ab April 2005 war Harald Brand Stellvertreter des WDR-Fernsehdirektors. Außerdem war er Moderator der Sendung Westpol beim WDR. Am 30. November 2006 ging Brand in den Ruhestand.
Brand wurde am 25. Januar 2018 auf dem Friedhof in Köln-Lövenich beigesetzt.

## Sonstiges
Gemeinsam mit Fritz Pleitgen gründete Harald Brand 1996 die Spendenaktion „Die Kinder von Perm“, die die Errichtung einer Kinderkrebsklinik ermöglichte. Die Versorgung der krebskranken Kinder in der Region hat sich seither entscheidend verbessert. Am 23. Oktober 2007 verlieh ihm der damals amtierende Ministerpräsident Nordrhein-Westfalens, Jürgen Rüttgers, den Verdienstorden des Landes Nordrhein-Westfalen.